# Ilisia incongruens
Ilisia incongruens là một loài ruồi trong họ Limoniidae. Chúng phân bố ở miền Cổ bắc.